# 캐노퍼스 코퍼레이션
캐노퍼스 코퍼레이션(Canopus Corporation)은 비디오 편집 카드와 영상 편집 소프트웨어 제조업체였다. 스펙트라 제품 라인이 출시된 이후 회사의 초점은 매니아용 비디오 카드에서 비디오 하드웨어 및 소프트웨어의 다른 영역으로 옮겨졌다. 이전 경쟁사에는 매트록스와 피나클 시스템즈가 포함되었다. 2005년 톰슨 멀티미디어는 그래스 밸리 방송 및 네트워크 제품 라인을 강화하기 위해 캐노퍼스를 인수했다.
1990년대 중반 3dfx의 PC 게임용 3D 그래픽 카드인 부두 시리즈가 인기를 끌자 캐노퍼스는 표준 4MB 대신 6MB의 메모리를 갖춘 부두 그래픽 프로세서 기반 그래픽 카드인 퓨어3D를 생산했다. 부두 2가 출시되었을 때 캐노퍼스 퓨어3D II는 경쟁사의 부두 2 카드보다 카드가 짧다는 점에서 칭찬을 받았다. 캐노퍼스는 다른 카드에 비해 성능 이점을 제공하는 드라이버 최적화로 명성을 얻었다. 이는 맥시멈 PC의 1998년 드림 머신용으로 선택한 카드였다.
캐노퍼스는 또한 외부 케이블을 사용한 표준 연결과 달리 TNT 카드를 부두2 기반 퓨어3D II에 연결하는 고유한 내부 케이블을 제공하는 엔비디아 TNT 버전을 출시했다.
캐노퍼스 DVStorm2는 캐노퍼스가 2005년 초에 중단한 실시간 비디오 편집 카드였다. 캐노퍼스는 EDIUS, 비선형 비디오 편집 소프트웨어, ProCoder라는 트랜스코더 애플리케이션 및 ADVC DV(IEEE1394) 비디오 변환 장치 제품군으로도 알려져 있다.